# ファーストショット
株式会社ファーストショット（英文社名：FirstShot,Inc.）は、東京都品川区に本社を置くテレビ番組などの制作技術を営む企業である。

## 概要
2008年6月、当時ヌーベルバーグに所属していたスイッチャー・チーフカメラマン担当の高梨正利が創設した、ファーストショットを大切にしたいと信念を持つための企業である。

## 主な所属スタッフ
- テクニカルディレクター、スイッチャー
  - 高梨 正利（代表者）（ヌーベルバーグ→ファーストショット）
  - 高梨 正和

- カメラ
  - 二之宮 行弘（取締役）（バル・エンタープライズ→ヌーベルバーグ→ファーストショット）
  - 藤井 孝典（バル・エンタープライズ→ヌーベルバーグ→ファーストショット）
  - 一瀬 貴康
  - 加藤 大貴

- ビデオエンジニア
  - 平井 希

- 音声
  - 渡辺 潤（バル・エンタープライズ→ヌーベルバーグ→ファーストショット）
  - 佐藤 一憲
  - 宮原 友佳

## 主な実績作品

### テレビ番組

#### 情報、バラエティ

##### 2008年6月 - 2009年12月
レギュラー番組
- 踊る!さんま御殿!!（日本テレビ　2008年6月 - ）
- 世界一受けたい授業（日本テレビ　2008年6月 - ）

単発・特別番組
- 24時間テレビ 「愛は地球を救う」 日テレ汐留本社サブ本部（日本テレビ　2008年8月 - ）

##### 2010年代
レギュラー番組
- ヒルナンデス!（日本テレビ　2011年3月-）
- 脳活アップデートQ!スマートモンキーズ!!（フジテレビ、リーライダーす　2012年4月 - 9月）
- ポケモンゲット☆TV（テレビ東京、ShoPro  2013年10月 - 2015年9月）
- トコトン掘り下げ隊!生き物にサンキュー!!（TBS、厨子王　2014年5月 - ）
- ニュースザップ（BSスカパー!、ネクステップ　2014年10月 - ）
- ぶっちゃけ嬢〜26時のシンデレラ〜（テレビ東京、アンビエント　2015年1月 - 3月）

単発・特別番組
- うわっ!ダマされた大賞 中継技術（日本テレビ　2013年3月）
- すべてのものにはワケがあるグッジョブ!（フジテレビ、ウッドオフィス　2013年12月）
- 夫婦どっきり覗き見ウォッチング!（テレビ東京、ウッドオフィス　2014年9月）
- 中居正広のこうして私はやっちゃいました! 神センス☆塩センス!（フジテレビ、リーライダーす　2015年6月 - ）

#### テレビドラマ

##### 2008年6月 - 2009年12月（テレビドラマ）
連続ドラマ
- 橋田壽賀子ドラマ・となりの芝生（TBS、ドリマックス・テレビジョン　2009年7月期クール）

単発・スペシャルドラマ

##### 2010年代（テレビドラマ）
連続ドラマ
- チーム・バチスタ2 ジェネラル・ルージュの凱旋（関西テレビ、MMJ　2010年4月期クール）
- Mother（日本テレビ、ケイファクトリー　2010年4月期クール、水曜ドラマ）
- 怪物くん（日本テレビ、オフィスクレッシェンド　2010年4月期クール、土曜ドラマ）
- 示談交渉人 ゴタ消し（読売テレビ、吉本興業、ジャパンプロデュース　2011年1月期クール、木曜ナイトドラマ）
- 美咲ナンバーワン!!（日本テレビ、日テレアックスオン　2011年1月期クール、水曜ドラマ）
- デカワンコ（日本テレビ、ケイファクトリー　2011年1月期クール、土曜ドラマ）
- 桜からの手紙 〜AKB48 それぞれの卒業物語〜（日本テレビ、日テレアックスオン　2011年2月-3月）
- ブルドクター（日本テレビ、ケイファクトリー　2011年7月期クール、水曜ドラマ）
- 悪夢ちゃん（日本テレビ、ケイファクトリー　2012年10月期クール、土曜ドラマ）
- でたらめヒーロー（読売テレビ、ケイファクトリー　2013年4月期クール、木曜ドラマ）
- Woman（日本テレビ、ケイファクトリー　2013年7月期クール、水曜ドラマ）
- 超絶☆絶叫ランド（中部日本放送、エイベックス・エンタテインメント、日テレアックスオン　2013年7月期クール）
- 戦力外捜査官（日本テレビ、ケイファクトリー　2014年1月期クール、土曜ドラマ）
- 明日、ママがいない（日本テレビ、日テレアックスオン　2014年1月期クール、水曜ドラマ）
- 花咲舞が黙ってない（日本テレビ、日テレアックスオン　2014年4月期クール、水曜ドラマ）
- モザイクジャパン（WOWOW、ケイファクトリー　2014年5月 - 6月 、連続ドラマW）
- 地獄先生ぬ〜べ〜（日本テレビ、トータルメディアコミュニケーション　2014年10月期クール、土曜ドラマ）
- きょうは会社休みます。（日本テレビ、オフィスクレッシェンド　2014年10月期クール、水曜ドラマ）
- ○○妻（日本テレビ、5年D組　2015年1月期クール、水曜ドラマ）
- 学校のカイダン（日本テレビ、日テレアックスオン　2015年1月期クール、土曜ドラマ）
- ドS刑事（日本テレビ、光和インターナショナル　2015年4月期クール、土曜ドラマ）
- 偽装の夫婦（日本テレビ、5年D組　2015年10月期クール、水曜ドラマ）
- ヒガンバナ〜警視庁捜査七課〜（日本テレビ、日テレアックスオン　2016年1月期クール、水曜ドラマ）
- 家売るオンナ（日本テレビ、日テレアックスオン　2016年7月期クール、水曜ドラマ）
- そして、誰もいなくなった（日本テレビ、日テレアックスオン　2016年7月期クール、日曜ドラマ）
- スーパーサラリーマン左江内氏（日本テレビ、日テレアックスオン　2017年1月期クール、土曜ドラマ）
- 東京タラレバ娘（日本テレビ、日テレアックスオン　2017年1月期クール、水曜ドラマ）
- 過保護のカホコ（日本テレビ、5年D組　2017年7月期クール、水曜ドラマ）
- ブラックリベンジ（読売テレビ、ytv Nextry、日テレアックスオン　2017年10月期クール、木曜ドラマF）
- 先に生まれただけの僕（日本テレビ、ケイファクトリー　2017年10月期クール、土曜ドラマ）
- 今からあなたを脅迫します（日本テレビ、日テレアックスオン　2017年10月期クール、日曜ドラマ）
- anone（日本テレビ、ザ・ワークス　2018年1月期クール、水曜ドラマ）
- もみ消して冬〜わが家の問題なかったことに〜（日本テレビ、オフィスクレッシェンド　2018年1月期クール、土曜ドラマ）
- 今日から俺は!!（日本テレビ、日テレアックスオン　2018年10月期クール、日曜ドラマ）

単発・スペシャルドラマ
- 笑う女優（日本テレビ　2010年1月、元日ドラマスペシャル）
- ニセ医者と呼ばれて 〜沖縄・最後の医介輔〜（読売テレビ、日テレアックスオン　2010年12月）
- さよならぼくたちのようちえん（日本テレビ、日テレアックスオン　2011年3月）
- ヤメ刑探偵 加賀美塔子「復讐の歯車」（TBS、ケイファクトリー　2011年6月、月曜ゴールデン）
- デカワンコ新春スペシャル（日本テレビ、日テレアックスオン　2012年1月）
- 松本清張没後20年特別企画・疑惑（フジテレビ、ケイファクトリー　2012年11月）
- ヤメ刑探偵 加賀美塔子2「ミイラは巡る」（TBS、ケイファクトリー　2012年12月、月曜ゴールデン）
- ピン女のメリークリスマス（日本テレビ、オフィスクレッシェンド　2012年12月、プラチナイト）
- So long !（日本テレビ、日テレアックスオン　2013年2月、プラチナイト）
- チープ・フライト（日本テレビ、日テレアックスオン　2013年3月、金曜ロードSHOW!）
- 家庭教師が解く!〜殺人方程式の推理ドリル〜（TBS、オスカープロモーション　2013年5月、月曜ゴールデン）
- 松本清張 黒い福音〜国際線スチュワーデス殺人事件〜（日本テレビ、5年D組　2014年1月）
- 磁石男（日本テレビ、日テレアックスオン　2014年6月、金曜ロードSHOW!）
- 殺人偏差値70（日本テレビ、5年D組　2014年7月）
- 24時間テレビドラマスペシャル はなちゃんのみそ汁（日本テレビ、日テレアックスオン　2014年8月）
- Dr.ナースエイド（日本テレビ　2014年11月、金曜ロードSHOW!）